# Dispersió òptica

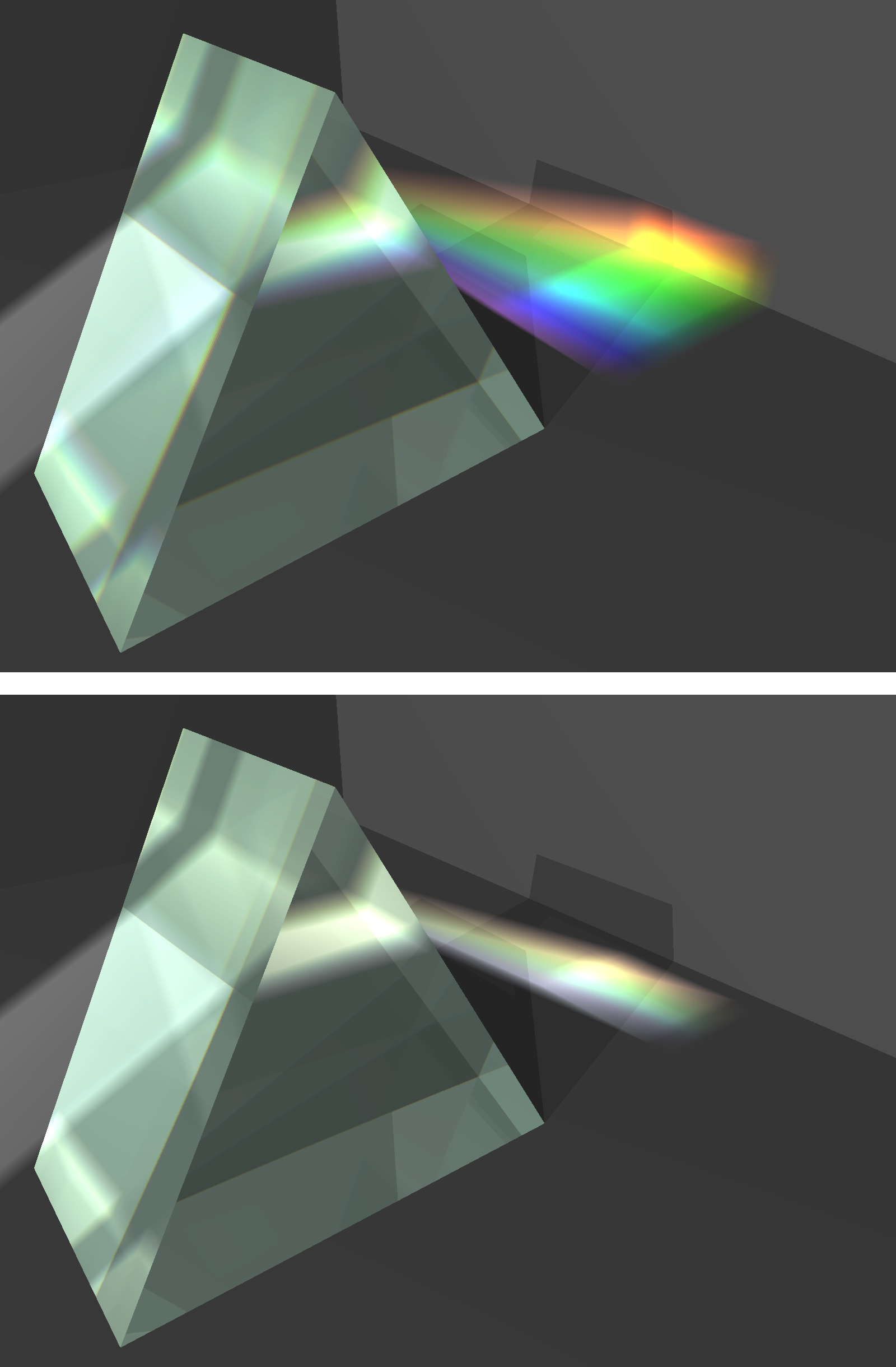
Dispersió de la llum en dos prismes de diferent material

La dispersió de la llum és un fenomen que es produeix quan un raig de llum composta es refracta en algun medi (per exemple un prisma): queden separats els seus colors constituents; deixant, però, ben sentat, que (per convenció) a la llum que procedeix del sol l'anomenem llum blanca, quan en realitat és una barreja de llums de diferents colors.
La causa que es produeixi la dispersió és que l'índex de refracció disminueix quan augmenta la longitud d'ona, de manera que les longituds d'ona més llargues (vermell) es desvien menys que les curtes (blau). En realitat, el que passa és que, depenent del material de què es trobi constituït el medi com a definició geomètrica per defecte (prisma), la llum que prové del primer mitjà (aire per exemple) amb una velocitat concreta passa al segon medi (prisma) i se'n produeix una refracció i, amb això, una desviació en la direcció de la llum. Aquesta llum és blanca a causa de la suma dels pigments lumínics provinents de la font lluminosa (Sol), cada un d'ells té una freqüència diferent i la variació en la direcció de la llum és proporcional a aquesta. D'aquesta manera, la llum blanca, després de travessar el segon medi i tornar al primer, es descompon en un espectre continu de llums pigmentades que oscil·len entre el vermell (freqüència inferior) i el violat (freqüència més alta de la llum visible).

## Dispersió de la velocitat de grup

Evolució temporal d´un pols curt en un hipotètic mitjà dispersiu (k=w^2) que mostra que els components de major longitud d'ona viatgen més de pressa que els de menor longitud d'ona (GVD positiva), cosa que dona lloc a un grinyol i a un eixamplament del pols.

Més enllà de la simple descripció d'un canvi en la velocitat de fase respecte a la longitud d'ona, una conseqüència més greu de la dispersió en moltes aplicacions s'anomena dispersió de la velocitat de grup (GVD). Mentre que la velocitat de fase v es defineix com v = cn, això descriu només un component de freqüència. Quan es combinen diferents components de freqüència, com quan es considera un senyal o un pols, un sol estar més interessat en la velocitat de grup que descriu la velocitat a què es propaga un pols o informació superposada a una ona (modulació). A l'animació adjunta, es pot veure que la mateixa ona (taronja-marró) viatja a una velocitat de fase que és molt més ràpida que la velocitat de l'embolcall (negre) que correspon a la velocitat de grup. Aquest pols podria ser un senyal de comunicacions, per exemple, i la seva informació només viatja a la velocitat de grup encara que estigui formada per fronts d'ona que avancen a una velocitat més gran (la velocitat de fase).
Es pot calcular la velocitat de grup a partir de la corba de l'índex de refracció n(ω) o més directament a partir del número d'ona k = ωn/c on ω és la freqüència en radians ω=2πf. Mentre que una expressió de la velocitat de fase és vp=ω/k, la velocitat de grup es pot expressar utilitzant la derivada: vg=dω/dk. O en funció de la velocitat de fase vp,
{\displaystyle {v_{g}}={\frac {v_{p}}{1-{\frac {\omega }{v_{p}}}{\frac {dv_{p}}{d\omega }}}}.}
Quan hi ha dispersió, la velocitat de grup no sols no és igual a la velocitat de fase, sinó que generalment varia amb la longitud d'ona. Això es coneix com a dispersió de la velocitat de grup i fa que un pols curt de llum s'eixampli, ja que els diferents components de freqüència dins del pols viatgen a diferents velocitats. La dispersió de la velocitat de grup es quantifica com la derivada del recíproc de la velocitat de grup respecte a la freqüència del radià, cosa que resulta en la dispersió de la velocitat de grup = d2kdω2.
Si un pols de llum es propaga a través d'un material amb dispersió de velocitat de grup positiva, els components de menor longitud d'ona viatgen més lentament que els components de més longitud d'ona. Per tant, el pols es converteix en un "gran grinyol positiu", o "grinyol ascendent", augmentant la freqüència amb el temps. D'altra banda, si un pols viatja a través d'un material amb dispersió de velocitat de grup negativa, els components de longitud d'ona més curts viatgen més de pressa que els més llargs, i el pols es torna negativament xirpat, o down-chirped, disminuint en freqüència amb el temps.
Un exemple quotidià de senyal amb grinyol negatiu a l'àmbit acústic és el d'un tren que s'aproxima i xoca amb les deformacions d'una via soldada. El so provocat pel mateix tren és impulsiu i viatja molt més ràpid a les vies metàl·liques que a l'aire, per la qual cosa el tren se sent molt abans d'arribar. No obstant això, des de lluny no se sent com si provoqués impulsos, sinó que dona lloc a un distintiu grinyol descendent, enmig de la reverberació causada per la complexitat de les maneres vibratòries de la via. La dispersió de la velocitat del grup es percep que el volum dels sons roman audible durant un temps sorprenentment llarg, fins a diversos segons.
El paràmetre de dispersió de la velocitat de grup:
{\displaystyle D={\frac {1}{c}}\,{\frac {dn}{d\lambda }}.}
sovint s'utilitza per quantificar GVD, que és proporcional a D a través d'un factor negatiu:
{\displaystyle D=-{\frac {2\pi c}{\lambda ^{2}}}\,{\frac {d^{2}k}{d\omega ^{2}}}.}
Segons alguns autors es diu que un mitjà té una dispersió normal/dispersió anormal per a determinades longituds d'ona en buit λ0 si la segona derivada de l'índex de refracció calculada a λ0 és positiva/negativa o, de manera equivalent, si D(λ0) és negatiu/positiu. Aquesta definició es refereix a la dispersió de la velocitat de grup i no s'ha de confondre amb la donada a la secció anterior. Les dues definicions no coincideixen en general, per tant, el lector ha d'entendre el context.

## Formulació generalitzada dels alts ordres de dispersió - Òptica de Lah-Laguerre
La descripció de la dispersió cromàtica de forma pertorbativa mitjançant coeficients de Taylor és avantatjosa per als problemes d'optimització en què cal equilibrar la dispersió de diversos sistemes diferents. Per exemple, als amplificadors làser de polsos xirp, els polsos s'estiren primer en el temps mitjançant un estirador per evitar danys òptics. Després, en el procés d'amplificació, els polsos acumulen inevitablement fase lineal i no lineal en passar pels materials, això desenfoca el punt radial del mirall per això es veu així amb aquests colors. I finalment, els polsos es comprimeixen en diversos tipus de compressors. Per cancel·lar qualsevol ordre residual superior a la fase acumulada, normalment es mesuren i equilibren els ordres individuals. Això no obstant, per als sistemes uniformes, aquesta descripció pertorbadora no sol ser necessària (per exemple, la propagació en guies d'ona).
Els ordres de dispersió s'han generalitzat de manera computacionalment amigable, en forma de transformades de tipus Lah-Laguerre.
Els ordres de dispersió es defineixen per l'expansió de Taylor de la fase o el vector d'ona.
{\displaystyle {\begin{array}{c}\varphi \mathrm {(} \omega \mathrm {)} =\varphi \left.\ \right|_{\omega _{0}}+\left.\ {\frac {\partial \varphi }{\partial \omega }}\right|_{\omega _{0}}\left(\omega -\omega _{0}\right)+{\frac {1}{2}}\left.\ {\frac {\partial ^{2}\varphi }{\partial \omega ^{2}}}\right|_{\omega _{0}}\left(\omega -\omega _{0}\right)^{2}\ +\ldots +{\frac {1}{p!}}\left.\ {\frac {\partial ^{p}\varphi }{\partial \omega ^{p}}}\right|_{\omega _{0}}\left(\omega -\omega _{0}\right)^{p}+\ldots \end{array}}}
{\displaystyle {\begin{array}{c}k\mathrm {(} \omega \mathrm {)} =k\left.\ \right|_{\omega _{0}}+\left.\ {\frac {\partial k}{\partial \omega }}\right|_{\omega _{0}}\left(\omega -\omega _{0}\right)+{\frac {1}{2}}\left.\ {\frac {\partial ^{2}k}{\partial \omega ^{2}}}\right|_{\omega _{0}}\left(\omega -\omega _{0}\right)^{2}\ +\ldots +{\frac {1}{p!}}\left.\ {\frac {\partial ^{p}k}{\partial \omega ^{p}}}\right|_{\omega _{0}}\left(\omega -\omega _{0}\right)^{p}+\ldots \end{array}}}
Les relacions de dispersió per al wavector {\displaystyle k\mathrm {(} \omega \mathrm {)} ={\frac {\omega }{c}}n\mathrm {(} \omega \mathrm {)} } i la fase
{\displaystyle \varphi \mathrm {(} \omega \mathrm {)} ={\frac {\omega }{c}}{\it {OP}}\mathrm {(} \omega \mathrm {)} } es pot expressar com:
{\displaystyle {\begin{array}{c}{\frac {{\partial }^{p}}{\partial {\omega }^{p}}}k\mathrm {(} \omega \mathrm {)} ={\frac {1}{c}}\left(p{\frac {{\partial }^{p-1}}{\partial {\omega }^{p-1}}}n\mathrm {(} \omega \mathrm {)} +\omega {\frac {{\partial }^{p}}{\partial {\omega }^{p}}}n\mathrm {(} \omega \mathrm {)} \right)\ \end{array}}}, 
{\displaystyle {\begin{array}{c}{\frac {{\partial }^{p}}{\partial {\omega }^{p}}}\varphi \mathrm {(} \omega \mathrm {)} ={\frac {1}{c}}\left(p{\frac {{\partial }^{p-1}}{\partial {\omega }^{p-1}}}{\it {OP}}\mathrm {(} \omega \mathrm {)} +\omega {\frac {{\partial }^{p}}{\partial {\omega }^{p}}}{\it {OP}}\mathrm {(} \omega \mathrm {)} \right)\end{array}}(1)}
Les derivades de qualsevol funció diferenciable {\displaystyle f\mathrm {(} \omega \mathrm {|} \lambda \mathrm {)} } a la longitud d'ona o l'espai de la freqüència s'especifica a través d'una transformada de Lah com:
{\displaystyle {\begin{array}{l}{\frac {\partial {p}}{\partial {\omega }^{p}}}f\mathrm {(} \omega \mathrm {)} ={}{\left(\mathrm {-} \mathrm {1} \right)}^{p}{\left({\frac {\lambda }{\mathrm {2} \pi c}}\right)}^{p}\sum \limits _{m={0}}^{p}{{\mathcal {A}}\mathrm {(} p,m\mathrm {)} {\lambda }^{m}{\frac {{\partial }^{m}}{\partial {\lambda }^{m}}}f\mathrm {(} \lambda \mathrm {)} }\end{array}}} {\displaystyle ,}
{\displaystyle {\begin{array}{c}{\frac {{\partial }^{p}}{\partial {\lambda }^{p}}}f\mathrm {(} \lambda \mathrm {)} ={}{\left(\mathrm {-} \mathrm {1} \right)}^{p}{\left({\frac {\omega }{\mathrm {2} \pi c}}\right)}^{p}\sum \limits _{m={0}}^{p}{{\mathcal {A}}\mathrm {(} p,m\mathrm {)} {\omega }^{m}{\frac {{\partial }^{m}}{\partial {\omega }^{m}}}f\mathrm {(} \omega \mathrm {)} }\end{array}}(2)}
Els elements de la matriu de la transformació són els coeficients de Lah: {\displaystyle {\mathcal {A}}\mathrm {(} p,m\mathrm {)} ={\frac {p\mathrm {!} }{\left(p\mathrm {-} m\right)\mathrm {!} m\mathrm {!} }}{\frac {\mathrm {(} p\mathrm {-} \mathrm {1)!} }{\mathrm {(} m\mathrm {-} \mathrm {1)!} }}}
Escrita per a la GDD lexpressió anterior estableix que una constant amb longitud dona GGD, tindrà zero ordres superiors. Els ordres superiors avaluats a partir del GDD són:
{\displaystyle {\begin{array}{c}{\frac {{\partial }^{p}}{\partial {\omega }^{p}}}GDD\mathrm {(} \omega \mathrm {)} ={}{\left(\mathrm {-} \mathrm {1} \right)}^{p}{\left({\frac {\lambda }{\mathrm {2} \pi c}}\right)}^{p}\sum \limits _{m={0}}^{p}{{\mathcal {A}}\mathrm {(} p,m\mathrm {)} {\lambda }^{m}{\frac {{\partial }^{m}}{\partial {\lambda }^{m}}}GDD\mathrm {(} \lambda \mathrm {)} }\end{array}}}
Substituint l'equació (2) expressada per a l'índex de refracció {\displaystyle n} o el recorregut òptic {\displaystyle OP} a l'equació (1) s'obtenen expressions de forma tancada per als ordres de dispersió. En general la dispersió d'ordre {\displaystyle p^{th}} POD és una transformada de tipus Laguerre d'ordre negatiu dues:
{\displaystyle POD={\frac {d^{p}\varphi (\omega )}{d\omega ^{p}}}=(-1)^{p}({\frac {\lambda }{2\pi c}})^{(p-1)}\sum _{m=0}^{p}{\mathcal {B(p,m)}}(\lambda )^{m}{\frac {d^{m}OP(\lambda )}{d\lambda ^{m}}}} {\displaystyle ,}
{\displaystyle POD={\frac {d^{p}k(\omega )}{d\omega ^{p}}}=(-1)^{p}({\frac {\lambda }{2\pi c}})^{(p-1)}\sum _{m=0}^{p}{\mathcal {B(p,m)}}(\lambda )^{m}{\frac {d^{m}n(\lambda )}{d\lambda ^{m}}}}
Els elements de la matriu de les transformacions són els coeficients de Laguerre sense signe d'ordre menys 2, i estan donats com: {\displaystyle {\mathcal {B}}\mathrm {(} p,m\mathrm {)} ={\frac {p\mathrm {!} }{\left(p\mathrm {-} m\right)\mathrm {!} m\mathrm {!} }}{\frac {\mathrm {(} p\mathrm {-} \mathrm {2)!} }{\mathrm {(} m\mathrm {-} \mathrm {2)!} }}}
Els deu primers ordres de dispersió, escrits explícitament per al vector d'ona, són:
{\displaystyle {\begin{array}{l}{\boldsymbol {\it {GD}}}={\frac {\partial }{\partial \omega }}k\mathrm {(} \omega \mathrm {)} ={\frac {\mathrm {1} }{c}}\left(n\mathrm {(} \omega \mathrm {)} +\omega {\frac {\partial n\mathrm {(} \omega \mathrm {)} }{\partial \omega }}\right)={\frac {\mathrm {1} }{c}}\left(n\mathrm {(} \lambda \mathrm {)} -\lambda {\frac {\partial n\mathrm {(} \lambda \mathrm {)} }{\partial \lambda }}\right)=v_{gr}^{\mathrm {-} \mathrm {1} }\end{array}}}
L'índex de refracció de grup {\displaystyle n_{g}} es defineix com a: {\displaystyle n_{g}=cv_{gr}^{\mathrm {-} \mathrm {1} }}.
{\displaystyle {\begin{array}{l}{\boldsymbol {\it {GDD}}}={\frac {{\partial }^{2}}{\partial {\omega }^{\mathrm {2} }}}k\mathrm {(} \omega \mathrm {)} ={\frac {\mathrm {1} }{c}}\left(\mathrm {2} {\frac {\partial n\mathrm {(} \omega \mathrm {)} }{\partial \omega }}+\omega {\frac {{\partial }^{2}n\mathrm {(} \omega \mathrm {)} }{\partial {\omega }^{\mathrm {2} }}}\right)={\frac {\mathrm {1} }{c}}\left({\frac {\lambda }{\mathrm {2} \pi c}}\right)\left({\lambda }^{\mathrm {2} }{\frac {{\partial }^{2}n\mathrm {(} \lambda \mathrm {)} }{\partial {\lambda }^{\mathrm {2} }}}\right)\end{array}}}
{\displaystyle {\begin{array}{l}{\boldsymbol {\it {TOD}}}={\frac {{\partial }^{3}}{\partial {\omega }^{\mathrm {3} }}}k\mathrm {(} \omega \mathrm {)} ={\frac {\mathrm {1} }{c}}\left(\mathrm {3} {\frac {{\partial }^{2}n\mathrm {(} \omega \mathrm {)} }{\partial {\omega }^{\mathrm {2} }}}+\omega {\frac {{\partial }^{3}n\mathrm {(} \omega \mathrm {)} }{\partial {\omega }^{\mathrm {3} }}}\right)={-}{\frac {\mathrm {1} }{c}}{\left({\frac {\lambda }{\mathrm {2} \pi c}}\right)}^{\mathrm {2} }{\Bigl (}\mathrm {3} {\lambda }^{\mathrm {2} }{\frac {{\partial }^{2}n\mathrm {(} \lambda \mathrm {)} }{\partial {\lambda }^{\mathrm {2} }}}+{\lambda }^{\mathrm {3} }{\frac {{\partial }^{3}n\mathrm {(} \lambda \mathrm {)} }{\partial {\lambda }^{\mathrm {3} }}}{\Bigr )}\end{array}}}
{\displaystyle {\begin{array}{l}{\boldsymbol {\it {FOD}}}={\frac {{\partial }^{4}}{\partial {\omega }^{\mathrm {4} }}}k\mathrm {(} \omega \mathrm {)} ={\frac {\mathrm {1} }{c}}\left(\mathrm {4} {\frac {{\partial }^{3}n\mathrm {(} \omega \mathrm {)} }{\partial {\omega }^{\mathrm {3} }}}+\omega {\frac {{\partial }^{4}n\mathrm {(} \omega \mathrm {)} }{\partial {\omega }^{\mathrm {4} }}}\right)={\frac {\mathrm {1} }{c}}{\left({\frac {\lambda }{\mathrm {2} \pi c}}\right)}^{\mathrm {3} }{\Bigl (}\mathrm {12} {\lambda }^{\mathrm {2} }{\frac {{\partial }^{2}n\mathrm {(} \lambda \mathrm {)} }{\partial {\lambda }^{\mathrm {2} }}}+\mathrm {8} {\lambda }^{\mathrm {3} }{\frac {{\partial }^{3}n\mathrm {(} \lambda \mathrm {)} }{\partial {\lambda }^{\mathrm {3} }}}+{\lambda }^{\mathrm {4} }{\frac {{\partial }^{4}n\mathrm {(} \lambda \mathrm {)} }{\partial {\lambda }^{\mathrm {4} }}}{\Bigr )}\end{array}}}
{\displaystyle {\begin{array}{l}{\boldsymbol {\it {FiOD}}}={\frac {{\partial }^{5}}{\partial {\omega }^{\mathrm {5} }}}k\mathrm {(} \omega \mathrm {)} ={\frac {\mathrm {1} }{c}}\left(\mathrm {5} {\frac {{\partial }^{4}n\mathrm {(} \omega \mathrm {)} }{\partial {\omega }^{\mathrm {4} }}}+\omega {\frac {{\partial }^{5}n\mathrm {(} \omega \mathrm {)} }{\partial {\omega }^{\mathrm {5} }}}\right)={-}{\frac {\mathrm {1} }{c}}{\left({\frac {\lambda }{\mathrm {2} \pi c}}\right)}^{\mathrm {4} }{\Bigl (}\mathrm {60} {\lambda }^{\mathrm {2} }{\frac {{\partial }^{2}n\mathrm {(} \lambda \mathrm {)} }{\partial {\lambda }^{\mathrm {2} }}}+\mathrm {60} {\lambda }^{\mathrm {3} }{\frac {{\partial }^{3}n\mathrm {(} \lambda \mathrm {)} }{\partial {\lambda }^{\mathrm {3} }}}+\mathrm {15} {\lambda }^{\mathrm {4} }{\frac {{\partial }^{4}n\mathrm {(} \lambda \mathrm {)} }{\partial {\lambda }^{\mathrm {4} }}}+{\lambda }^{\mathrm {5} }{\frac {{\partial }^{5}n\mathrm {(} \lambda \mathrm {)} }{\partial {\lambda }^{\mathrm {5} }}}{\Bigr )}\end{array}}}
{\displaystyle {\begin{array}{l}{\boldsymbol {\it {SiOD}}}={\frac {{\partial }^{6}}{\partial {\omega }^{\mathrm {6} }}}k\mathrm {(} \omega \mathrm {)} ={\frac {\mathrm {1} }{c}}\left(\mathrm {6} {\frac {{\partial }^{5}n\mathrm {(} \omega \mathrm {)} }{\partial {\omega }^{\mathrm {5} }}}+\omega {\frac {{\partial }^{6}n\mathrm {(} \omega \mathrm {)} }{\partial {\omega }^{\mathrm {6} }}}\right)={\frac {\mathrm {1} }{c}}{\left({\frac {\lambda }{\mathrm {2} \pi c}}\right)}^{\mathrm {5} }{\Bigl (}\mathrm {360} {\lambda }^{\mathrm {2} }{\frac {{\partial }^{2}n\mathrm {(} \lambda \mathrm {)} }{\partial {\lambda }^{\mathrm {2} }}}+\mathrm {480} {\lambda }^{\mathrm {3} }{\frac {{\partial }^{3}n\mathrm {(} \lambda \mathrm {)} }{\partial {\lambda }^{\mathrm {3} }}}+\mathrm {180} {\lambda }^{\mathrm {4} }{\frac {{\partial }^{4}n\mathrm {(} \lambda \mathrm {)} }{\partial {\lambda }^{\mathrm {4} }}}+\mathrm {24} {\lambda }^{\mathrm {5} }{\frac {{\partial }^{5}n\mathrm {(} \lambda \mathrm {)} }{\partial {\lambda }^{\mathrm {5} }}}+{\lambda }^{\mathrm {6} }{\frac {{\partial }^{6}n\mathrm {(} \lambda \mathrm {)} }{\partial {\lambda }^{\mathrm {6} }}}{\Bigr )}\end{array}}}
{\displaystyle {\begin{array}{l}{\boldsymbol {\it {SeOD}}}={\frac {{\partial }^{7}}{\partial {\omega }^{\mathrm {7} }}}k\mathrm {(} \omega \mathrm {)} ={\frac {\mathrm {1} }{c}}\left(\mathrm {7} {\frac {{\partial }^{6}n\mathrm {(} \omega \mathrm {)} }{{\partial \omega }^{\mathrm {6} }}}+\omega {\frac {{\partial }^{7}n\mathrm {(} \omega \mathrm {)} }{{\partial \omega }^{\mathrm {7} }}}\right)={-}{\frac {\mathrm {1} }{c}}{\left({\frac {\lambda }{\mathrm {2} \pi c}}\right)}^{\mathrm {6} }{\Bigl (}\mathrm {2520} {\lambda }^{\mathrm {2} }{\frac {{\partial }^{2}n\mathrm {(} \lambda \mathrm {)} }{\partial {\lambda }^{\mathrm {2} }}}+\mathrm {4200} {\lambda }^{\mathrm {3} }{\frac {{\partial }^{3}n\mathrm {(} \lambda \mathrm {)} }{\partial {\lambda }^{\mathrm {3} }}}+\mathrm {2100} {\lambda }^{\mathrm {4} }{\frac {{\partial }^{4}n\mathrm {(} \lambda \mathrm {)} }{\partial {\lambda }^{\mathrm {4} }}}+\mathrm {420} {\lambda }^{\mathrm {5} }{\frac {{\partial }^{5}n\mathrm {(} \lambda \mathrm {)} }{\partial {\lambda }^{\mathrm {5} }}}+\mathrm {35} {\lambda }^{\mathrm {6} }{\frac {{\partial }^{6}n\mathrm {(} \lambda \mathrm {)} }{\partial {\lambda }^{\mathrm {6} }}}+{\lambda }^{\mathrm {7} }{\frac {{\partial }^{7}n\mathrm {(} \lambda \mathrm {)} }{\partial {\lambda }^{\mathrm {7} }}}{\Bigr )}\end{array}}}
{\displaystyle {\begin{array}{l}{\boldsymbol {\it {EOD}}}={\frac {{\partial }^{8}}{\partial {\omega }^{\mathrm {8} }}}k\mathrm {(} \omega \mathrm {)} ={\frac {\mathrm {1} }{c}}\left(\mathrm {8} {\frac {{\partial }^{7}n\mathrm {(} \omega \mathrm {)} }{{\partial \omega }^{\mathrm {7} }}}+\omega {\frac {{\partial }^{8}n\mathrm {(} \omega \mathrm {)} }{\partial {\omega }^{\mathrm {8} }}}\right)={\frac {\mathrm {1} }{c}}{\left({\frac {\lambda }{\mathrm {2} \pi c}}\right)}^{\mathrm {7} }{\Bigl (}\mathrm {20160} {\lambda }^{\mathrm {2} }{\frac {{\partial }^{2}n\mathrm {(} \lambda \mathrm {)} }{\partial {\lambda }^{\mathrm {2} }}}+\mathrm {40320} {\lambda }^{\mathrm {3} }{\frac {{\partial }^{3}n\mathrm {(} \lambda \mathrm {)} }{\partial {\lambda }^{\mathrm {3} }}}+\mathrm {25200} {\lambda }^{\mathrm {4} }{\frac {{\partial }^{4}n\mathrm {(} \lambda \mathrm {)} }{\partial {\lambda }^{\mathrm {4} }}}+\mathrm {6720} {\lambda }^{\mathrm {5} }{\frac {{\partial }^{5}n\mathrm {(} \lambda \mathrm {)} }{\partial {\lambda }^{\mathrm {5} }}}+\mathrm {840} {\lambda }^{\mathrm {6} }{\frac {{\partial }^{6}n\mathrm {(} \lambda \mathrm {)} }{\partial {\lambda }^{\mathrm {6} }}}+\\+\mathrm {48} {\lambda }^{\mathrm {7} }{\frac {{\partial }^{7}n\mathrm {(} \lambda \mathrm {)} }{\partial {\lambda }^{\mathrm {7} }}}+{\lambda }^{\mathrm {8} }{\frac {{\partial }^{8}n\mathrm {(} \lambda \mathrm {)} }{\partial {\lambda }^{\mathrm {8} }}}{\Bigr )}\end{array}}}
{\displaystyle {\begin{array}{l}{\boldsymbol {\it {NOD}}}={\frac {{\partial }^{9}}{\partial {\omega }^{\mathrm {9} }}}k\mathrm {(} \omega \mathrm {)} ={\frac {\mathrm {1} }{c}}\left(\mathrm {9} {\frac {{\partial }^{8}n\mathrm {(} \omega \mathrm {)} }{\partial {\omega }^{\mathrm {8} }}}+\omega {\frac {{\partial }^{9}n\mathrm {(} \omega \mathrm {)} }{\partial {\omega }^{\mathrm {9} }}}\right)={-}{\frac {\mathrm {1} }{c}}{\left({\frac {\lambda }{\mathrm {2} \pi c}}\right)}^{\mathrm {8} }{\Bigl (}\mathrm {181440} {\lambda }^{\mathrm {2} }{\frac {{\partial }^{2}n\mathrm {(} \lambda \mathrm {)} }{\partial {\lambda }^{\mathrm {2} }}}+\mathrm {423360} {\lambda }^{\mathrm {3} }{\frac {{\partial }^{3}n\mathrm {(} \lambda \mathrm {)} }{\partial {\lambda }^{\mathrm {3} }}}+\mathrm {317520} {\lambda }^{\mathrm {4} }{\frac {{\partial }^{4}n\mathrm {(} \lambda \mathrm {)} }{\partial {\lambda }^{\mathrm {4} }}}+\mathrm {105840} {\lambda }^{\mathrm {5} }{\frac {{\partial }^{5}n\mathrm {(} \lambda \mathrm {)} }{\partial {\lambda }^{\mathrm {5} }}}+\mathrm {17640} {\lambda }^{\mathrm {6} }{\frac {{\partial }^{6}n\mathrm {(} \lambda \mathrm {)} }{\partial {\lambda }^{\mathrm {6} }}}+\\+\mathrm {1512} {\lambda }^{\mathrm {7} }{\frac {{\partial }^{7}n\mathrm {(} \lambda \mathrm {)} }{\partial {\lambda }^{\mathrm {7} }}}+\mathrm {63} {\lambda }^{\mathrm {8} }{\frac {{\partial }^{8}n\mathrm {(} \lambda \mathrm {)} }{\partial {\lambda }^{\mathrm {8} }}}+{\lambda }^{\mathrm {9} }{\frac {{\partial }^{9}n\mathrm {(} \lambda \mathrm {)} }{\partial {\lambda }^{\mathrm {9} }}}{\Bigr )}\end{array}}}
{\displaystyle {\begin{array}{l}{\boldsymbol {\it {TeOD}}}={\frac {{\partial }^{10}}{\partial {\omega }^{\mathrm {10} }}}k\mathrm {(} \omega \mathrm {)} ={\frac {\mathrm {1} }{c}}\left(\mathrm {10} {\frac {{\partial }^{9}n\mathrm {(} \omega \mathrm {)} }{\partial {\omega }^{\mathrm {9} }}}+\omega {\frac {{\partial }^{10}n\mathrm {(} \omega \mathrm {)} }{\partial {\omega }^{\mathrm {10} }}}\right)={\frac {\mathrm {1} }{c}}{\left({\frac {\lambda }{\mathrm {2} \pi c}}\right)}^{\mathrm {9} }{\Bigl (}\mathrm {1814400} {\lambda }^{\mathrm {2} }{\frac {{\partial }^{2}n\mathrm {(} \lambda \mathrm {)} }{\partial {\lambda }^{\mathrm {2} }}}+\mathrm {4838400} {\lambda }^{\mathrm {3} }{\frac {{\partial }^{3}n\mathrm {(} \lambda \mathrm {)} }{\partial {\lambda }^{\mathrm {3} }}}+\mathrm {4233600} {\lambda }^{\mathrm {4} }{\frac {{\partial }^{4}n\mathrm {(} \lambda \mathrm {)} }{\partial {\lambda }^{\mathrm {4} }}}+{1693440}{\lambda }^{\mathrm {5} }{\frac {{\partial }^{5}n\mathrm {(} \lambda \mathrm {)} }{\partial {\lambda }^{\mathrm {5} }}}+\\+\mathrm {352800} {\lambda }^{\mathrm {6} }{\frac {{\partial }^{6}n\mathrm {(} \lambda \mathrm {)} }{\partial {\lambda }^{\mathrm {6} }}}+\mathrm {40320} {\lambda }^{\mathrm {7} }{\frac {{\partial }^{7}n\mathrm {(} \lambda \mathrm {)} }{\partial {\lambda }^{\mathrm {7} }}}+\mathrm {2520} {\lambda }^{\mathrm {8} }{\frac {{\partial }^{8}n\mathrm {(} \lambda \mathrm {)} }{\partial {\lambda }^{\mathrm {8} }}}+\mathrm {80} {\lambda }^{\mathrm {9} }{\frac {{\partial }^{9}n\mathrm {(} \lambda \mathrm {)} }{\partial {\lambda }^{\mathrm {9} }}}+{\lambda }^{\mathrm {10} }{\frac {{\partial }^{10}n\mathrm {(} \lambda \mathrm {)} }{\partial {\lambda }^{\mathrm {10} }}}{\Bigr )}\end{array}}}
Explícitament, escrit per a la fase {\displaystyle \varphi }, els deu primers ordres de dispersió es poden expressar en funció de la longitud d'ona utilitzant les transformades de Lah (equació (2)) com:
{\displaystyle {\begin{array}{l}{\frac {\partial {p}}{\partial {\omega }^{p}}}f\mathrm {(} \omega \mathrm {)} ={}{\left(\mathrm {-} \mathrm {1} \right)}^{p}{\left({\frac {\lambda }{\mathrm {2} \pi c}}\right)}^{p}\sum \limits _{m={0}}^{p}{{\mathcal {A}}\mathrm {(} p,m\mathrm {)} {\lambda }^{m}{\frac {{\partial }^{m}}{\partial {\lambda }^{m}}}f\mathrm {(} \lambda \mathrm {)} }\end{array}}} {\displaystyle ,}
{\displaystyle {\begin{array}{c}{\frac {{\partial }^{p}}{\partial {\lambda }^{p}}}f\mathrm {(} \lambda \mathrm {)} ={}{\left(\mathrm {-} \mathrm {1} \right)}^{p}{\left({\frac {\omega }{\mathrm {2} \pi c}}\right)}^{p}\sum \limits _{m={0}}^{p}{{\mathcal {A}}\mathrm {(} p,m\mathrm {)} {\omega }^{m}{\frac {{\partial }^{m}}{\partial {\omega }^{m}}}f\mathrm {(} \omega \mathrm {)} }\end{array}}}

{\displaystyle {\begin{array}{l}{\frac {\partial \varphi \mathrm {(} \omega \mathrm {)} }{\partial \omega }}={-}\left({\frac {\mathrm {2} \pi c}{{\omega }^{\mathrm {2} }}}\right){\frac {\partial \varphi \mathrm {(} \omega \mathrm {)} }{\partial \lambda }}={-}\left({\frac {{\lambda }^{\mathrm {2} }}{\mathrm {2} \pi c}}\right){\frac {\partial \varphi \mathrm {(} \lambda \mathrm {)} }{\partial \lambda }}\end{array}}}
{\displaystyle {\begin{array}{l}{\frac {{\partial }^{2}\varphi \mathrm {(} \omega \mathrm {)} }{\partial {\omega }^{\mathrm {2} }}}={\frac {\partial }{\partial \omega }}\left({\frac {\partial \varphi \mathrm {(} \omega \mathrm {)} }{\partial \omega }}\right)={\left({\frac {\lambda }{\mathrm {2} \pi c}}\right)}^{\mathrm {2} }\left(\mathrm {2} \lambda {\frac {\partial \varphi \mathrm {(} \lambda \mathrm {)} }{\partial \lambda }}+{\lambda }^{\mathrm {2} }{\frac {{\partial }^{2}\varphi \mathrm {(} \lambda \mathrm {)} }{\partial {\lambda }^{\mathrm {2} }}}\right)\end{array}}}
{\displaystyle {\begin{array}{l}{\frac {{\partial }^{3}\varphi \mathrm {(} \omega \mathrm {)} }{\partial {\omega }^{\mathrm {3} }}}={-}{\left({\frac {\lambda }{\mathrm {2} \pi c}}\right)}^{\mathrm {3} }\left(\mathrm {6} \lambda {\frac {\partial \varphi \mathrm {(} \lambda \mathrm {)} }{\partial \lambda }}+\mathrm {6} {\lambda }^{\mathrm {2} }{\frac {{\partial }^{2}\varphi \mathrm {(} \lambda \mathrm {)} }{\partial {\lambda }^{\mathrm {2} }}}+{\lambda }^{\mathrm {3} }{\frac {{\partial }^{3}\varphi \mathrm {(} \lambda \mathrm {)} }{\partial {\lambda }^{\mathrm {3} }}}\right)\end{array}}}
{\displaystyle {\begin{array}{l}{\frac {{\partial }^{4}\varphi \mathrm {(} \omega \mathrm {)} }{\partial {\omega }^{\mathrm {4} }}}={\left({\frac {\lambda }{\mathrm {2} \pi c}}\right)}^{\mathrm {4} }{\Bigl (}\mathrm {24} \lambda {\frac {\partial \varphi \mathrm {(} \lambda \mathrm {)} }{\partial \lambda }}+\mathrm {36} {\lambda }^{\mathrm {2} }{\frac {{\partial }^{2}\varphi \mathrm {(} \lambda \mathrm {)} }{\partial {\lambda }^{\mathrm {2} }}}+\mathrm {12} {\lambda }^{\mathrm {3} }{\frac {{\partial }^{3}\varphi \mathrm {(} \lambda \mathrm {)} }{\partial {\lambda }^{\mathrm {3} }}}+{\lambda }^{\mathrm {4} }{\frac {{\partial }^{4}\varphi \mathrm {(} \lambda \mathrm {)} }{\partial {\lambda }^{\mathrm {4} }}}{\Bigr )}\end{array}}}
{\displaystyle {\begin{array}{l}{\frac {{\partial }^{\mathrm {5} }\varphi \mathrm {(} \omega \mathrm {)} }{\partial {\omega }^{\mathrm {5} }}}={-}{\left({\frac {\lambda }{\mathrm {2} \pi c}}\right)}^{\mathrm {5} }{\Bigl (}\mathrm {120} \lambda {\frac {\partial \varphi \mathrm {(} \lambda \mathrm {)} }{\partial \lambda }}+\mathrm {240} {\lambda }^{\mathrm {2} }{\frac {{\partial }^{2}\varphi \mathrm {(} \lambda \mathrm {)} }{\partial {\lambda }^{\mathrm {2} }}}+\mathrm {120} {\lambda }^{\mathrm {3} }{\frac {{\partial }^{3}\varphi \mathrm {(} \lambda \mathrm {)} }{\partial {\lambda }^{\mathrm {3} }}}+\mathrm {20} {\lambda }^{\mathrm {4} }{\frac {{\partial }^{4}\varphi \mathrm {(} \lambda \mathrm {)} }{\partial {\lambda }^{\mathrm {4} }}}+{\lambda }^{\mathrm {5} }{\frac {{\partial }^{5}\varphi \mathrm {(} \lambda \mathrm {)} }{\partial {\lambda }^{\mathrm {5} }}}{\Bigr )}\end{array}}}
{\displaystyle {\begin{array}{l}{\frac {{\partial }^{6}\varphi \mathrm {(} \omega \mathrm {)} }{\partial {\omega }^{\mathrm {6} }}}={\left({\frac {\lambda }{\mathrm {2} \pi c}}\right)}^{\mathrm {6} }{\Bigl (}\mathrm {720} \lambda {\frac {\partial \varphi \mathrm {(} \lambda \mathrm {)} }{\partial \lambda }}+\mathrm {1800} {\lambda }^{\mathrm {2} }{\frac {{\partial }^{2}\varphi \mathrm {(} \lambda \mathrm {)} }{\partial {\lambda }^{\mathrm {2} }}}+\mathrm {1200} {\lambda }^{\mathrm {3} }{\frac {{\partial }^{3}\varphi \mathrm {(} \lambda \mathrm {)} }{\partial {\lambda }^{\mathrm {3} }}}+\mathrm {300} {\lambda }^{\mathrm {4} }{\frac {{\partial }^{4}\varphi \mathrm {(} \lambda \mathrm {)} }{\partial {\lambda }^{\mathrm {4} }}}+\mathrm {30} {\lambda }^{\mathrm {5} }{\frac {{\partial }^{5}\varphi \mathrm {(} \lambda \mathrm {)} }{\partial {\lambda }^{\mathrm {5} }}}\mathrm {\ +} {\lambda }^{\mathrm {6} }{\frac {{\partial }^{6}\varphi \mathrm {(} \lambda \mathrm {)} }{\partial {\lambda }^{\mathrm {6} }}}{\Bigr )}\end{array}}}
{\displaystyle {\begin{array}{l}{\frac {{\partial }^{7}\varphi \mathrm {(} \omega \mathrm {)} }{\partial {\omega }^{\mathrm {7} }}}={-}{\left({\frac {\lambda }{\mathrm {2} \pi c}}\right)}^{\mathrm {7} }{\Bigl (}\mathrm {5040} \lambda {\frac {\partial \varphi \mathrm {(} \lambda \mathrm {)} }{\partial \lambda }}+\mathrm {15120} {\lambda }^{\mathrm {2} }{\frac {{\partial }^{2}\varphi \mathrm {(} \lambda \mathrm {)} }{\partial {\lambda }^{\mathrm {2} }}}+\mathrm {12600} {\lambda }^{\mathrm {3} }{\frac {{\partial }^{3}\varphi \mathrm {(} \lambda \mathrm {)} }{\partial {\lambda }^{\mathrm {3} }}}+\mathrm {4200} {\lambda }^{\mathrm {4} }{\frac {{\partial }^{4}\varphi \mathrm {(} \lambda \mathrm {)} }{\partial {\lambda }^{\mathrm {4} }}}+\mathrm {630} {\lambda }^{\mathrm {5} }{\frac {{\partial }^{5}\varphi \mathrm {(} \lambda \mathrm {)} }{\partial {\lambda }^{\mathrm {5} }}}+\mathrm {42} {\lambda }^{\mathrm {6} }{\frac {{\partial }^{6}\varphi \mathrm {(} \lambda \mathrm {)} }{\partial {\lambda }^{\mathrm {6} }}}+{\lambda }^{\mathrm {7} }{\frac {{\partial }^{7}\varphi \mathrm {(} \lambda \mathrm {)} }{\partial {\lambda }^{\mathrm {7} }}}{\Bigr )}\end{array}}}
{\displaystyle {\begin{array}{l}{\frac {{\partial }^{8}\varphi \mathrm {(} \omega \mathrm {)} }{\partial {\omega }^{\mathrm {8} }}}={\left({\frac {\lambda }{\mathrm {2} \pi c}}\right)}^{\mathrm {8} }{\Bigl (}\mathrm {40320} \lambda {\frac {\partial \varphi \mathrm {(} \lambda \mathrm {)} }{\partial \lambda }}+\mathrm {141120} {\lambda }^{\mathrm {2} }{\frac {{\partial }^{2}\varphi \mathrm {(} \lambda \mathrm {)} }{\partial {\lambda }^{\mathrm {2} }}}+\mathrm {141120} {\lambda }^{\mathrm {3} }{\frac {{\partial }^{3}\varphi \mathrm {(} \lambda \mathrm {)} }{\partial {\lambda }^{\mathrm {3} }}}+\mathrm {58800} {\lambda }^{\mathrm {4} }{\frac {{\partial }^{4}\varphi \mathrm {(} \lambda \mathrm {)} }{\partial {\lambda }^{\mathrm {4} }}}+\mathrm {11760} {\lambda }^{\mathrm {5} }{\frac {{\partial }^{5}\varphi \mathrm {(} \lambda \mathrm {)} }{\partial {\lambda }^{\mathrm {5} }}}+\mathrm {1176} {\lambda }^{\mathrm {6} }{\frac {{\partial }^{6}\varphi \mathrm {(} \lambda \mathrm {)} }{\partial {\lambda }^{\mathrm {6} }}}+\mathrm {56} {\lambda }^{\mathrm {7} }{\frac {{\partial }^{7}\varphi \mathrm {(} \lambda \mathrm {)} }{\partial {\lambda }^{\mathrm {7} }}}+\\+{\lambda }^{\mathrm {8} }{\frac {\partial ^{8}\varphi \mathrm {(} \lambda \mathrm {)} }{\partial {\lambda }^{\mathrm {8} }}}{\Bigr )}\end{array}}}
{\displaystyle {\begin{array}{l}{\frac {{\partial }^{9}\varphi \mathrm {(} \omega \mathrm {)} }{\partial {\omega }^{\mathrm {9} }}}={-}{\left({\frac {\lambda }{\mathrm {2} \pi c}}\right)}^{\mathrm {9} }{\Bigl (}\mathrm {362880} \lambda {\frac {\partial \varphi \mathrm {(} \lambda \mathrm {)} }{\partial \lambda }}+\mathrm {1451520} {\lambda }^{\mathrm {2} }{\frac {{\partial }^{2}\varphi \mathrm {(} \lambda \mathrm {)} }{\partial {\lambda }^{\mathrm {2} }}}+\mathrm {1693440} {\lambda }^{\mathrm {3} }{\frac {{\partial }^{3}\varphi \mathrm {(} \lambda \mathrm {)} }{\partial {\lambda }^{\mathrm {3} }}}+\mathrm {846720} {\lambda }^{\mathrm {4} }{\frac {{\partial }^{4}\varphi \mathrm {(} \lambda \mathrm {)} }{\partial {\lambda }^{\mathrm {4} }}}+\mathrm {211680} {\lambda }^{\mathrm {5} }{\frac {{\partial }^{5}\varphi \mathrm {(} \lambda \mathrm {)} }{\partial {\lambda }^{\mathrm {5} }}}+\mathrm {28224} {\lambda }^{\mathrm {6} }{\frac {{\partial }^{6}\varphi \mathrm {(} \lambda \mathrm {)} }{\partial {\lambda }^{\mathrm {6} }}}+\\+\mathrm {2016} {\lambda }^{\mathrm {7} }{\frac {{\partial }^{7}\varphi \mathrm {(} \lambda \mathrm {)} }{\partial {\lambda }^{\mathrm {7} }}}+\mathrm {72} {\lambda }^{\mathrm {8} }{\frac {{\partial }^{8}\varphi \mathrm {(} \lambda \mathrm {)} }{\partial {\lambda }^{\mathrm {8} }}}+{\lambda }^{\mathrm {9} }{\frac {\partial ^{\mathrm {9} }\varphi \mathrm {(} \lambda \mathrm {)} }{\partial {\lambda }^{\mathrm {9} }}}{\Bigr )}\end{array}}}
{\displaystyle {\begin{array}{l}{\frac {{\partial }^{10}\varphi \mathrm {(} \omega \mathrm {)} }{\partial {\omega }^{\mathrm {10} }}}={\left({\frac {\lambda }{\mathrm {2} \pi c}}\right)}^{\mathrm {10} }{\Bigl (}\mathrm {3628800} \lambda {\frac {\partial \varphi \mathrm {(} \lambda \mathrm {)} }{\partial \lambda }}+\mathrm {16329600} {\lambda }^{\mathrm {2} }{\frac {{\partial }^{2}\varphi \mathrm {(} \lambda \mathrm {)} }{\partial {\lambda }^{\mathrm {2} }}}+\mathrm {21772800} {\lambda }^{\mathrm {3} }{\frac {{\partial }^{3}\varphi \mathrm {(} \lambda \mathrm {)} }{\partial {\lambda }^{\mathrm {3} }}}+\mathrm {12700800} {\lambda }^{\mathrm {4} }{\frac {{\partial }^{4}\varphi \mathrm {(} \lambda \mathrm {)} }{\partial {\lambda }^{\mathrm {4} }}}+\mathrm {3810240} {\lambda }^{\mathrm {5} }{\frac {{\partial }^{5}\varphi \mathrm {(} \lambda \mathrm {)} }{\partial {\lambda }^{\mathrm {5} }}}+\mathrm {635040} {\lambda }^{\mathrm {6} }{\frac {{\partial }^{6}\varphi \mathrm {(} \lambda \mathrm {)} }{\partial {\lambda }^{\mathrm {6} }}}+\\+\mathrm {60480} {\lambda }^{\mathrm {7} }{\frac {{\partial }^{7}\varphi \mathrm {(} \lambda \mathrm {)} }{\partial {\lambda }^{\mathrm {7} }}}+\mathrm {3240} {\lambda }^{\mathrm {8} }{\frac {{\partial }^{8}\varphi \mathrm {(} \lambda \mathrm {)} }{\partial {\lambda }^{\mathrm {8} }}}+\mathrm {90} {\lambda }^{\mathrm {9} }{\frac {{\partial }^{9}\varphi \mathrm {(} \lambda \mathrm {)} }{\partial {\lambda }^{\mathrm {9} }}}+{\lambda }^{\mathrm {10} }{\frac {{\partial }^{10}\varphi \mathrm {(} \lambda \mathrm {)} }{\partial {\lambda }^{\mathrm {10} }}}{\Bigr )}\end{array}}}